# Benjamín Jarnés
Benjamín Jarnés (Codo, 1888 – Madrid, 1949) è stato uno scrittore spagnolo.
Si occupò principalmente di romanzi, critica letteraria e biografie. 
Il suo lavoro appartiene a quell'avanguardia contemporanea conosciuta come Generazione del '27.

Dopo la sconfitta della Seconda Repubblica Spagnola nella guerra civile, si ritirò in esilio in Messico.